# آیش‌شتت
شهر آیش‌شتت (به آلمانی: Eichstätt) در ایالت بایرن در کشور آلمان واقع شده است.